# Johann Jeremias von Renouard
Johann Jeremias von Renouard (* 30. Juli 1742 in Berlin; † 30. Dezember 1810 in Spandau) war ein preußischer Generalmajor und Chef des Infanterieregiments Nr. 3.

## Leben

### Herkunft
Renouard entstammte einer Hugenottenfamilie, die unter Friedrich Wilhelm nach Brandenburg gekommen war. Er war der Sohn des Hofrates und Direktors der französischen Kolonie in Potsdam Franz von Renouard (1710–1796) und dessen Ehefrau Susanna Elisabeth, geborene de Felix (1709–1792).

### Militärkarriere
Auf Befehl von König Friedrich II. wurde Renouard aufgrund seiner adeligen Herkunft am 11. Juli 1756 als Junker im Infanterieregiment „von Anhalt“ der Preußischen Armee angestellt. Er kämpfte im Siebenjährigen Krieg bei Prag und Kay, wo er verwundet wurde. Am 21. September 1759 geriet er bei einem Gefecht bei Korbitz in Gefangenschaft. Dort blieb er bis zum Ende des Krieges. Seit 20. Juni 1775 Kapitän und Kompaniechef, nahm er dann als solcher 1778/79 am Bayerischen Erbfolgekrieg teil. Am 27. Mai 1785 erfolgte seine Beförderung zum Major und zwei Jahre später wurde er Chef des Füsilierbataillons Nr. 18, dass ab diesem Zeitpunkt auch seinen Namen trug. Im gleichen Jahr kämpfte Renouard mit seinem Bataillon in den Niederlanden.
König Friedrich Wilhelm II. verlieh ihm anlässlich der Revue bei Magdeburg am 28. Mai 1789 für die gute Disziplin in seiner Truppe den Orden Pour le Mérite. Am 7. Juni 1792 erfolgte die Beförderung zum Oberstleutnant. Als solcher nahm Renouard während des Ersten Koalitionskriegs an den Kämpfen bei Valmy, Châlons, Hocheim, Bingen, Alsheim und Wachenheim sowie der Blockade von Landau teil. Am 24. Januar 1794 wurde er Oberst und Kommandeur des Infanterieregiments „von Reitzenstein“. Der König ernannte ihn am 1. Oktober 1799 zum Chef des Infanterieregiments „von Thadden“. Am 20. Mai 1800 erfolgte sein Beförderung zum Generalmajor. 
Renouard kämpfte 1806 in der Schlacht bei Auerstedt und wurde schwer verwundet. Danach kam er nach Magdeburg und als die Festung vor den Franzosen kapitulierte, unterschrieb auch er den Vertrag. Wegen seiner Rolle bei der Kapitulation wurde er dann nach dem Frieden von Tilsit am 19. November 1809 vor ein Kriegsgericht gestellt und zu zwei Jahren Festungshaft verurteilt. Man inhaftierte ihn in der Festung Spandau, aber Renouard durfte wegen seines schlechten Gesundheitszustandes ab 25. Januar 1810 in die Stadt umziehen. Dort verstarb er Ende des Jahres und wurde am 3. Januar 1811 auf dem Garnisonfriedhof in Berlin beigesetzt. Das Grabmal ist nicht erhalten.

### Familie
Renouard hatte am 24. Oktober 1776 in Mukrena Marie von Kotze (1758–1785) geheiratet. Aus der Ehe gingen folgende Kinder hervor:
- Josepha Franziska Sylvia Charlotte (1777–1821) ⚭ 1797 Heinrich von Stein zum Altenstein, preußischer Major im Infanterieregiment Nr. 56
- Henriette Ernestine Augustine Jeannette (1779–1785)
- Julie Johanna Karoline Amalie (1781–1807), Stiftsdame im Jena’schen Fräuleinstift in Halle (Saale)
- Luise Eleonore Emilie Sylvia (1782–1826) ⚭ Friedrich Wilhelm von Preuß, preußischer Hauptmann
- Elisabeth Jakobine Philippine Konradine Ernestine (1783–1786)
- Auguste Friederike Henriette Johanna (1785–1850) ⚭ Johann Ludwig Vitzthum von Eckstädt († 1853), sächsischer Oberstleutnant

Nach ihrem Tod verheiratete er sich mit Auguste von Witzleben (1761–1830). Aus der Ehe gingen folgende Kinder hervor:
- Leopold Franz Heinrich August Karl (1789–1876), preußischer Major a. D. ⚭ Ulrike Hoppe († 1875)
- Johann Gustav Ferdinand (1790–1816), Fähnrich im Regiment Nr. 3
- Jeannette Charlotte Emilie (1791–1867), Stiftsdame im adeligen Fräuleinstift in Bayreuth
- Friederike Karoline Auguste (1792–1809)
- Friedrich Ludwig Maximilian (1797–1883), preußischer Generalmajor ⚭ Mathilde von Bernuth (1802–1888)
- Christiane Friederike Karoline (1798–1800)
- Sophie Wilhelmine Charlotte (1798–1828) ⚭ Alexander Adolf von Hirschfeld (1787–1858)
- Wilhelmine Henriette (1802–1805)
- Karl Wilhelm Gustav (1803–1881) ⚭ Antonie von Gauvain (1811–1862)